# Karan Sagoo

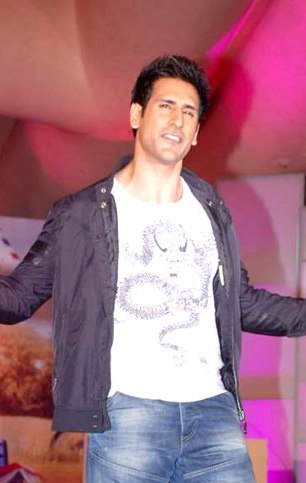
Karan Sagoo (2013)

Karan Sagoo (* 4. März in London) ist ein britischer Schauspieler und Model.

## Leben
Sagoo wurde als Sohn indischer Eltern geboren. Sein Vater ist selbstständig als Immobilienhändler tätig. Zwischen seinem 13. und seinem 19. Lebensjahr spielte er erfolgreich Cricket und strebte eine Profisportlerkarriere an, ehe er seine sportliche Laufbahn aufgrund eines Kreuzbandrisses beenden musste. Erste Erfahrungen mit dem Schauspiel erfuhr Sagoo als Teil von Theaterproduktionen seiner Schule. Mit Anfang 20 arbeitete er als Vollzeitschauspieler. Von 2001 bis 2005 studierte er an der Kingston University, das er mit einem Bachelor in Betriebswirtschaft sowie Design und Technologie von Informationssystemen abschloss.
Ende der 2000er Jahre zog er nach Mumbai, um in Hindi-Filmen seine Schauspielkarriere voranzubringen. Von September 2009 bis Dezember 2009 nahm er am Format Indias Next Top Model teil. Ab 2012 rückte er in den Fokus des indischen Filmstudios Pramod Films und erhielt unter anderen Rollen in From Sydney with Love. Während seiner Zeit in Indien lernte er fließend Hindi.
Sagoo zog anschließend in die USA, um in Hollywood seinen Durchbruch als Schauspieler zu schaffen. 2019 stellte er im Fernsehfilm Pride and Prejudice, Cut die Rolle des Jackson dar. 2021 spielte er in einer Episode der Fernsehserie Magnum P.I. mit. Im Folgejahr stellte er die Rolle des Adrian Naidu im Science-Fiction-Film Alien Space Battle dar. 2023 übernahm er die größere Rolle des Captain Mills im Katastrophenfilm Doomsday Meteor.

## Filmografie (Auswahl)
- 2010: Rishta.com (Fernsehserie, Episode 1x17)
- 2010: Die Hochzeitsplaner – Band Baaja Baaraat (Band Baaja Baaraat)
- 2011: Khotey Sikkey (Fernsehserie, Episode 1x14)
- 2012: From Sydney with Love
- 2013: Rum Rum (Kurzfilm)
- 2016: Cry Wolfe (Fernsehdokuserie, Episode 3x05)
- 2018: The Devil's Hand (Kurzfilm)
- 2018: Followed
- 2018: Secret Agents wear: Stretch Buckle Belts (Kurzfilm)
- 2019: VIVO v15 pro (Kurzfilm)
- 2019: Pride and Prejudice, Cut (Fernsehfilm)
- 2020: Lloyd (Kurzfilm)
- 2020: Wisdom Goes Viral (Fernsehserie, Episode 2x02)
- 2021: Magnum P.I. (Fernsehserie, Episode 4x06)
- 2022: BMW Service, Whatever Happens (Kurzfilm)
- 2022: Alien Space Battle (Attack on Titan)
- 2023: Dominion Lending Centres, It's Time! (Kurzfilm)
- 2023: One Homes One Serene Residences (Kurzfilm)
- 2023: Doomsday Meteor